# 98722 Elenaumberto
98722 Elenaumberto è un asteroide della fascia principale. Scoperto nel 2000, presenta un'orbita caratterizzata da un semiasse maggiore pari a 2,5836879 UA e da un'eccentricità di 0,1956414, inclinata di 12,04117° rispetto all'eclittica.
L'asteroide è dedicato a Elena Persichilli e Umberto Masi, genitori dello scopritore.